# Nossa História (álbum)
Nossa História é o décimo quinto álbum de estúdio da dupla sertaneja Rayssa & Ravel, lançado em setembro de 2012 pela gravadora Canzion Brasil.
O disco, que comemora 25 anos de carreira da dupla, reuniu dez canções da banda regravadas sob produção de Wagner Carvalho e Ayra Peres, numa ideia semelhante ao disco Melhores Momentos (1999). Além disso, o disco trouxe músicas solo de Rayssa, como "O Doutor Rocha". A maioria das faixas são originais dos discos Nascer de Novo (1994), Mundo Colorido (1996) e Chuva de Felicidade (1997).

## Antecedentes
No início de 2011, Rayssa & Ravel rescindiu um contrato artístico vigente com a gravadora Sony Music Brasil. Assim, a dupla decidiu seguir a carreira de forma independente e produziu o álbum Biografia de Um Vencedor no mesmo ano.
Em 2012, a gravadora CanZion Brasil estava expandindo o seu casting, tendo iniciado contratos com bandas como Trazendo a Arca. Rayssa & Ravel assinou um contrato para relançamento do álbum Biografia de Um Vencedor. A dupla, então, começou a produzir um novo trabalho para lançar na edição de 2012 da Expocristã, de setembro.

## Gravação
O álbum contou com produção de Wagner Carvalho e Ayra Peres, que tinham trabalhado em Sonhos de Deus (2010) e Biografia de Um Vencedor. O repertório concentrou músicas dos três álbuns de Rayssa & Ravel lançados até 1996, assim como músicas dos álbuns solo de Rayssa e Ravel lançados pela Som e Louvores.

## Lançamento e recepção
| Críticas profissionais | Críticas profissionais |
| Avaliações da crítica  | Avaliações da crítica  |
| Fonte                  | Avaliação              |
| ---------------------- | ---------------------- |
| Super Gospel           | [ 6 ]                  |

Nossa História foi lançado em setembro de 2012 pela gravadora CanZion Brasil e recebeu uma avaliação favorável do portal Super Gospel. Com cotação de 3,5 estrelas de 5, o álbum recebeu comparações diretas com Melhores Momentos, de 1999, que tinha um repertório semelhante. Mas ao contrário dele, que "não tinha justificativa para existir além de colocar, no mercado, canções de sucesso que não foram editadas pela MK Music". Com Nossa História, de acordo com a crítica, é diferente, já que "Ayra Peres e Wagner Carvalho constroem boas ideias em torno das músicas, com elementos acústicos e eletrônicos. A sonoridade passeia pelas diferentes gerações do sertanejo".

## Faixas
| N.º | Título                   | Compositor(es) | Duração |  |
| 1.  | "Sabe Filho"             |                |         |  |
| 2.  | "O Deus que eu Conheço"  |                |         |  |
| 3.  | "O Amor É Importante"    |                |         |  |
| 4.  | "Algo Diferente"         |                |         |  |
| 5.  | "Sapato de Algodão"      |                |         |  |
| 6.  | "Eu não Sei"             |                |         |  |
| 7.  | "Sabe"                   |                |         |  |
| 8.  | "O Doutor Rocha"         |                |         |  |
| 9.  | "A Menina da Esquina"    |                |         |  |
| 10. | "Canção do Caminhoneiro" |                |         |  |
| 11. | "Mundo Colorido"         |                |         |  |
| 12. | "Hoje"                   |                |         |  |
| 13. | "Nascer de Novo"         |                |         |  |
| 14. | "Poeta Louvador"         |                |         |  |